# Hynden Walch
Hynden Walch (Davenport, Iowa; 1 de febrero de 1971) es una actriz de voz estadounidense.

## Carrera
Esta actriz de voz inicialmente nacida como Heidi Hynden Walch es más conocida por dar las voces de Starfire, su hermana Blackfire, Argent y la villana Madame Rouge (en la quinta temporada) de la versión animada de Los Jóvenes Titanes; la voz de Penny Sánchez en la serie animada Zona Tiza; la voz de Elsie en la serie animada Stanley; la voz de Amy Stapleton en el animé IGPX; y las voces de Jasmine y Junko en el videojuego Viewtiful Joe: Double Trouble. También ha participado haciendo voces en las series animadas Catscratch y KND: Los Chicos del Barrio.
Como actriz ha actuado como Mae Capone en la versión televisiva de Los Intocables y ha aparecido como una inocente llamada Marcie Steadwell en la serie Charmed. 
Adicionalmente ha realizado las voces de Ace en un episodio de la versión animada de la Liga de la Justicia, como también en el episodio "Epílogo" de la versión animada de la Liga de la Justicia Ilimitada. También realizó la voz de Harley Quinn en The Batman.
Ella también fue responsable de la voz en inglés de Hitomi en Dead or Alive Xtreme 2. Hace la voz de Princesa Chicle en Hora de Aventuras

## Filmografía

### Películas
| Año  | Título                                    | Papel                                  | Notas             |
| ---- | ----------------------------------------- | -------------------------------------- | ----------------- |
| 1992 | Angel Street                              | Blond                                  |                   |
| 1993 | Groundhog Day                             | Debbie                                 |                   |
| 1995 | Angela                                    | Darlene                                |                   |
| 1996 | Jake's Women                              | Waitress                               |                   |
| 1996 | Sudden Manhattan                          | Georgie                                |                   |
| 1996 | Jerry Maguire                             | Mujer miembro del grupo                |                   |
| 1998 | The Secret of NIMH 2: Timmy to the Rescue | Jenny McBride                          |                   |
| 2000 | Tom Sawyer                                | Becky Thatcher                         |                   |
| 2002 | King Rikki                                | Co-Worker                              |                   |
| 2002 | The Wild Thornberrys Movie                | Estudiante                             |                   |
| 2005 | Karas: The Prophecy                       | Niña pequeña                           |                   |
| 2006 | Stanley's Dinosaur Round-Up               | Elsie                                  |                   |
| 2007 | Teen Titans: Trouble in Tokyo             | Starfire, Mecha-Boi                    |                   |
| 2008 | Batman: Gotham Knight                     | Cassandra de niña, Bruce Wayne de niño |                   |
| 2010 | Tangled                                   | Voces Adicionales                      |                   |
| 2013 | Justice League: The Flashpoint Paradox    | Yo-Yo                                  |                   |
| 2014 | Justice League: War                       | Hannah Grace                           |                   |
| 2014 | Batman: Assault on Arkham                 | Harleen Quinzel \| Harley Quinn        |                   |
| 2014 | El cuento de la princesa Kaguya           | Menowarawa                             | Doblaje en inglés |

### Televisión
| Año           | Título                                 | Papel                                        | Notas                                       |
| ------------- | -------------------------------------- | -------------------------------------------- | ------------------------------------------- |
| 2023-presente | Adventure Time: Fionna and Cake        | Princess Bubblegum                           |                                             |
| 2015-presente | Mister P                               | Ellen Pierce                                 | Papel principal                             |
| 2015-2019     | Star vs. the Forces of Evil            | Voces adicionales                            |                                             |
| 2015          | Los 7E                                 | Fritz Unicorn                                |                                             |
| 2014-presente | Avengers Assemble                      | Princess Python                              |                                             |
| 2014          | Transformers: Rescue Bots              | Amy                                          |                                             |
| 2013-presente | Teen Titans Go!                        | Starfire, Blackfire, Jinx                    |                                             |
| 2013-presente | Henry Hugglemonster                    | Summer Hugglemonster                         |                                             |
| 2013          | Pound Puppies                          | Noodles                                      |                                             |
| 2012–presente | Winx Club                              | Lockette \| Amore                            | Versión en inglés producida por Nickelodeon |
| 2012-presente | Doc McStuffins                         | Bubblemonkey                                 |                                             |
| 2011-2012     | Thundercats                            | Jonto                                        |                                             |
| 2011-2012     | New Teen Titans                        | Starfire, Blackfire                          |                                             |
| 2010–2018     | Adventure Time                         | Princess Bubblegum, Esposa Princesa Monstruo |                                             |
| 2010-2013     | Scooby-Doo! Mystery Incorporated       | Alice May, Obliteratrix                      |                                             |
| 2010-2011     | Generator Rex                          | Breach, Hostess                              |                                             |
| 2010          | Batman: The Brave and the Bold         | Platinum, Carbon Dioxide                     |                                             |
| 2009          | The Super Hero Squad Show              | Jean Grey                                    |                                             |
| 2007-2010     | Chowder                                | Voces adicionales                            |                                             |
| 2007          | Random! Cartoons                       | Ms. Chic \| Olympia                          |                                             |
| 2007          | Lucky Star                             | Yutaka Kobayakawa                            | Doblaje en inglés                           |
| 2007          | Codename: Kids Next Door               | Chica Amish \| Rainbow Monkey Leader         |                                             |
| 2007          | The Batman                             | Harleen Quinzel \| Harley Quinn              |                                             |
| 2007          | Tengen Toppa Gurren Lagann             | Nia Teppelin                                 | Doblaje en inglés                           |
| 2006-2007     | American Dragon: Jake Long             | Fury, Euryale, Medusa                        |                                             |
| 2006          | The Melancholy of Haruhi Suzumiya      | Emiri Kimidori, Sonou Mori                   | Doblaje en inglés                           |
| 2006          | Catscratch                             | Katilda                                      |                                             |
| 2005-2006     | Super Robot Monkey Team Hyperforce Go! | Valina                                       |                                             |
| 2005          | Justice League Unlimited               | Ace                                          |                                             |
| 2005          | Immortal Grand Prix                    | Amy Stapleton                                | Doblaje en inglés                           |
| 2003-2006     | Teen Titans                            | Starfire, Blackfire, Madame Rouge, Argent    |                                             |
| 2003-2005     | Justice League                         | Ace                                          |                                             |
| 2003          | Gary the Rat                           | Little Girl                                  |                                             |
| 2002-2008     | ChalkZone                              | Penny Sánchez                                |                                             |
| 2002          | Static Shock                           | Maureen Connor \| Permafrost                 |                                             |
| 2001-2003     | Dexter's Laboratory                    | Voces adicionales                            |                                             |
| 2001-2003     | Stanley                                | Elsie                                        |                                             |
| 2000          | Charmed                                | Marcie Steadwell                             |                                             |
| 2000          | NYPD Blue                              | Lucy Sperling                                |                                             |
| 1999          | Rugrats                                | Freddie                                      |                                             |
| 1998          | Poky and Friends                       | Shy Little Kitten                            |                                             |
| 1997          | The Practice                           | Sarah Fisher                                 |                                             |
| 1997          | The Drew Carey Show                    | Amy                                          |                                             |
| 1994          | Law & Order                            | Angel Monroe                                 |                                             |
| 1993-1994     | The Untouchables                       | Mae Capone                                   |                                             |

### Videojuegos
| Año  | Título                                                    | Papel                     | Notas                                         |
| ---- | --------------------------------------------------------- | ------------------------- | --------------------------------------------- |
| 2014 | Broken Age                                                | M'ggie, Ch't, Rose Maiden |                                               |
| 2014 | The Lego Movie Videogame                                  | Voice                     |                                               |
| 2014 | Super Smash Bros. para Nintendo 3DS y Wii U               | Viridi                    | Versión en inglés; No acreditado              |
| 2014 | Kingdom Hearts HD 2.5 Remix                               | Alice                     | Versión en inglés                             |
| 2013 | Adventure Time: Explore the Dungeon Because I Don't Know! | Princess Bubblegum        |                                               |
| 2012 | Kid Icarus: Uprising                                      | Viridi                    | Versión en inglés                             |
| 2012 | Final Fantasy XIII-2                                      | Voces adicionales         | Versión en inglés                             |
| 2011 | Kinect Disneyland Adventures                              | Alice                     |                                               |
| 2010 | Dead or Alive Paradise                                    | Hitomi                    | Versión en inglés, compartido con Eden Riegel |
| 2009 | Cartoon Network Universe: FusionFall                      | Princess Bubblegum        |                                               |
| 2006 | Teen Titans                                               | Starfire                  |                                               |
| 2006 | Dead or Alive Xtreme 2                                    | Hitomi                    | Versión en inglés                             |
| 2003 | SSX 3                                                     | Allegra Sauvagess         |                                               |
| 1999 | Crash Team Racing                                         | Coco Bandicoot            |                                               |